# Jean-Étienne Montucla

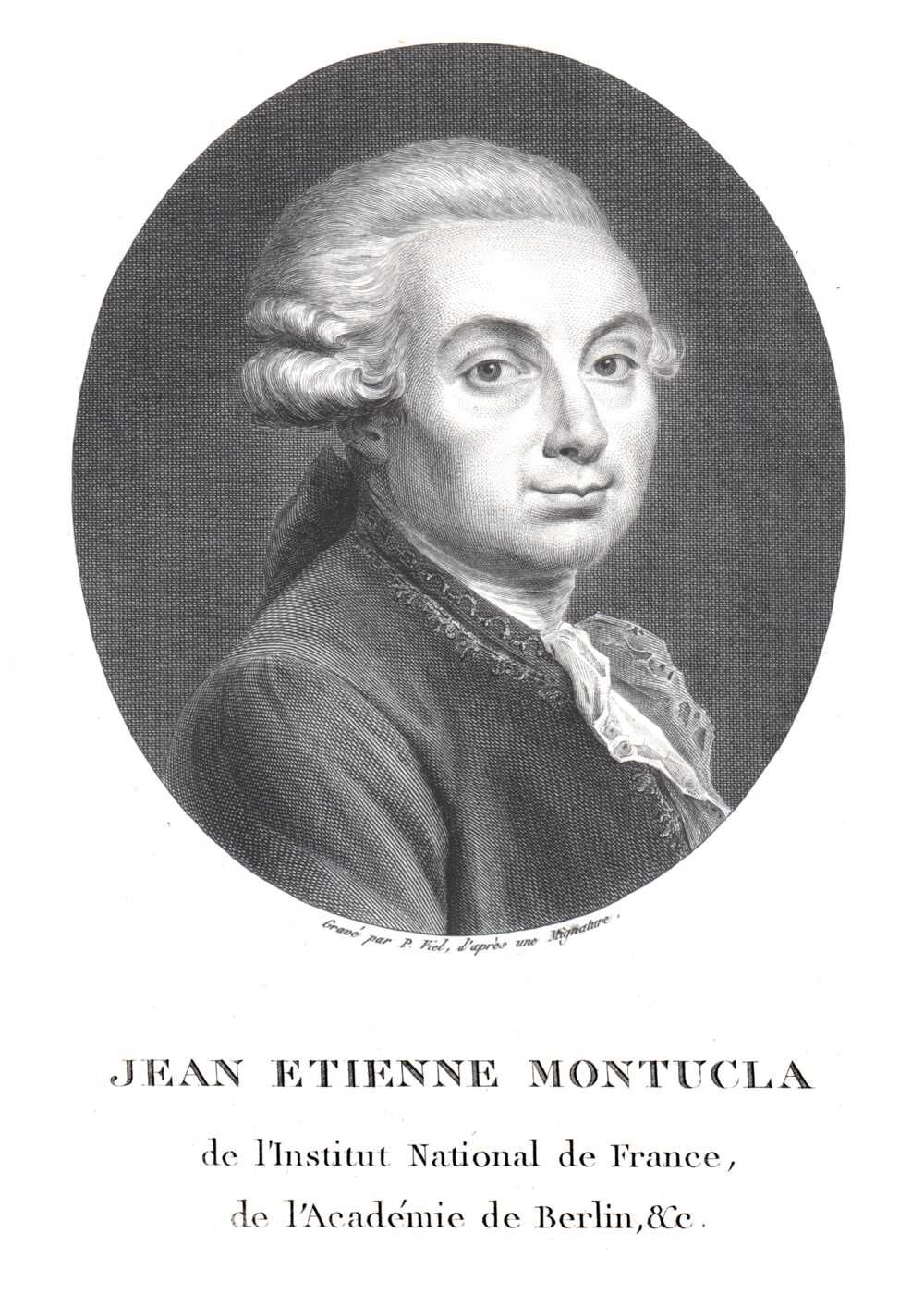
Ilustración con Jean-Étienne Montucla

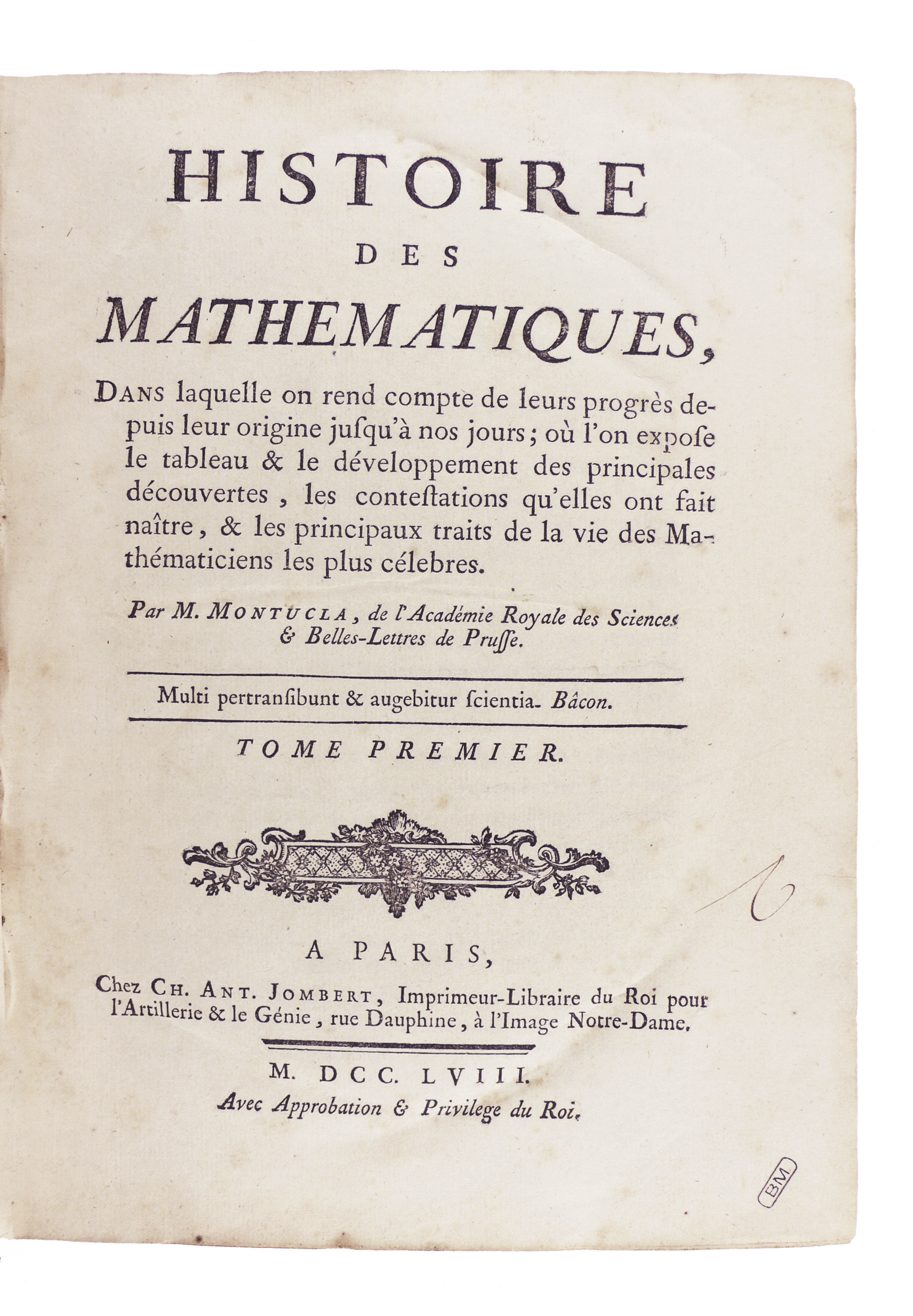
Histoire des mathématiques, 1758.

Jean-Étienne Montucla (5 de septiembre de 1725 Lyon - 18 de diciembre de 1799) fue un matemático francés conocido por haber elaborado una historia de las matemáticas en varios tomos.

## Biografía
En el año 1754 publicó anónimamente un tratado titulado Histoire des récherches sur la quadrature du cercle y en 1758 escribió la primera parte de su gran obra Histoire des mathématiques.
Ocupó diversos cargos administrativos y de esta forma fue elegido como secretario de intendencia en Grenoble en 1758, secretario de la expedición para colonizar Cayenne en 1764 y "prémier commis des batiments" así como censor real de libros matemáticos en 1765. La Revolución francesa le privó de algunos de sus bienes y cargos públicos. Le ofrecieron plaza de profesor en 1795 de matemáticas en París pero tuvo que declinar a causa de su salud.
En el año 1778 reeditó el libro de Jacques Ozanam titulado Recreations mathématiques y posteriormente lo publicó en inglés con la ayuda de Charles Hutton (4 vols, Londres, 1803). Tras su muerte en 1799 la Histoire la completó JJ Le F de Lalande y la publicó en París en 1799-1802 (4 vols).